# ハイ・ワンナー
ハイ・ワンナー（英: Vanna Hay、クメール語: ហៃ វណ្。1986年～　）はカンボジア出身の日本の会社員。サム・ランシーを支持する民主運動団体「カンボジア救国活動の会」の日本代表を務める 。